# Konspezifität
Als Konspezifität (auch Conspezifität, Adjektiv: kon- bzw. conspezifisch, von lat. com- / con- „zusammen“ und species „Art“) wird in der Taxonomie die Zugehörigkeit verschiedener Individuen oder Populationen zur selben biologischen Art bezeichnet (Artgenossen). Analog wird die Zugehörigkeit zur gleichen Gattung (lat. genus) als Kongenerität (auch Congenerität, Adjektiv: kon- bzw. congenerisch) bezeichnet.